# A Fork in the Road
A Fork in the Road ist eine US-amerikanische Filmkomödie von Jim Kouf aus dem Jahr 2009.

## Handlung
Der Sträfling Will, der zu Unrecht verhaftet wurde, wird in einem Polizeiwagen in ein anderes Gefängnis überführt. Durch eine Gabel, die auf der Straße liegt, platzt der Reifen des Autos und führt zum Überschlag. Will kann fliehen und gelangt zu einer Farm. Dort beobachtet er, wie eine Frau namens April einen Mann erschießt und in den Kofferraum eines Autos verfrachtet. Der Versicherungsvertreter Martin Cheeder hat versucht, April mit verfänglichen Fotos einer gemeinsamen Liebesnacht zu erpressen. Aprils Mann Karl ist momentan auf Geschäftsreise.
Will überrascht April und macht ihr den Vorschlag, bei der Beseitigung der Leiche zu helfen, wenn sie ihn im Gegenzug bei der Flucht unterstützt. Sie fahren mit Martins Auto in ein Waldstück, heben eine Grube aus und legen den Leichnam hinein. Doch Martin lebt noch und greift Will an. April schlägt ihn mit der Schaufel bewusstlos. Sie fesseln ihn und fahren zu einem Motel. Sie finden noch mehr verfängliche Fotos mit anderen Frauen in Martins Unterlagen. Martin wird im Badezimmer an die Toilette gefesselt. Als er sich mit der Toilette am Körper befreien kann, rutscht er aus und ertrinkt in der Badewanne. Will und April fahren mit der Leiche in die Wüste, setzen sie ans Steuer des Autos und stürzen ihn eine Schlucht hinunter, wo der Wagen explodiert.
Währenddessen kommt Aprils Mann Karl nach Hause, entdeckt die kompromittierenden Fotos und fährt rasend vor Wut zu Martins Wohnung, wo er von einer Nachbarin beobachtet wird. April und Will kehren ebenfalls ins Haus zurück, wo Karl seine Ehefrau zur Rede stellt und sie angreift. Mit Hilfe von Will können beide ihn überwältigen und fesseln ihn an einen Sessel. April erzählt ihm von den Ereignissen der letzten Stunden, zum Beweis fahren sie mit ihm in die Wüste zum Tatort. Martins Auto ist jedoch verschwunden. Karl kann sich befreien und fährt weg, wird aber aufgrund einer Zeugenaussage von der Polizei verhaftet. Er wird des Mordes an Martin und April beschuldigt, wird aber mangels Beweisen wieder freigelassen. Will und April kommen sich näher und suchen nun ihre Schwester Nola auf. Dort finden sie heraus, dass Karl mit ihrer Schwester schläft und Nola mit Martin bei den Erpressungen unter einer Decke steckt. Als Karl auftaucht erschießt ihn Nola versehentlich. Zu dritt mit Karls Leiche im Kofferraum fahren sie wieder in die Wüste. Karl werden Wills Sträflingskleider angezogen, hinter das Steuer von Aprils Wagen gesetzt und ebenfalls die Schlucht hinuntergestürzt. Nola berichtet der Polizei von einer Entführung durch Will und dessen angeblichen tödlichen Unfall.
Will und April, beide gelten als tot, fahren mit Karls Auto nach Kanada und stellen es dort ab, um daraufhin wieder in die USA zu reisen. Die Polizei geht von Karl als Mörder aus, der auf der Flucht ist.

## Kritik
„Kleine Gauner und weiße Sozialhilfeempfänger mit Wohnwagenheimen versuchen einander sowie das Gesetz zu überlisten und fallen dabei wiederholt komisch auf die Nase in dieser gut gelaunten, hellen und stets um überraschende Wendungen bemühten Low-Budget-Kriminalkomödie. Die schöne Jaime King (‚Mother’s Day‘) muss eine ziemliche Zicke mimen, und nicht alle Entwicklungen wirken glaubhaft, doch für kleinere Unebenheiten entschädigen der gute Look, unterhaltsame Nebendarsteller und jede Menge Schwarzer Humor. Thrillerfans werden nicht enttäuscht.“